# Oxyde de scandium
L'oxyde de scandium est un composé chimique de formule Sc2O3. Il se présente sous la forme d'une poudre blanche inodore et non combustible, pratiquement insoluble dans l'eau, cristallisée dans le système cubique avec le groupe d'espace Ia3 (no 206) et comme paramètres cristallins a = 985 pm et Z = 16. Dans cette structure, les cations Sc3+ sont coordonnés chacun à six anions O2− selon une géométrie octaédrique. Son point de fusion élevé — certaines sources indiquent 2 485 °C — en fait un matériau réfractaire. C'est un isolant électrique dont la largeur de bande interdite vaut 6 eV. Il existe un minéral naturel extrêmement rare, la kangite (en), constitué d'oxyde de scandium substitué par des impuretés métalliques, de formule générale (Sc,Ti,Al,Zr,Mg,Ca,⋯)2O3, observée notamment dans la météorite d'Allende.
L'oxyde de scandium se forme par combustion du scandium dans l'air. C'est la principale forme sous laquelle on trouve le scandium dans ses minerais. Les minéraux riches en scandium, comme la thortveitite (Sc,Y)2(Si2O7) et la kolbeckite ScPO4·2H2O sont rares, mais on trouve des traces de scandium dans de nombreux autres minéraux, de sorte que l'oxyde de scandium est un sous-produit de l'extraction de nombreux autres éléments.
L'oxyde de scandium réagit par chauffage avec la plupart des acides pour donner un hydrate. Ainsi, le chauffage d'oxyde de scandium dans un excès d'acide chlorhydrique HCl donne un hydrate de chlorure de scandium ScCl3·nH2O qui peut être déshydraté par évaporation en présence de chlorure d'ammonium NH4Cl ; le mélange est ensuite purifié pour éliminer le chlorure d'ammonium par sublimation entre 300 et 500 °C. Le chlorure d'ammonium est nécessaire pour stabiliser l'hydrate ScCl3·nH2O qui formerait sinon un oxychlorure mixte en séchant.
Sc2O3 + 6 HCl + n H2O ⟶ 2 ScCl3·nH2O + 3 H2O
ScCl3·nH2O + n NH4Cl ⟶ ScCl3 + n H2O + n NH4Cl.
De même, la réaction avec l'acide triflique CF3SO3H donne un triflate de scandium hydraté Sc(OTf)3·nH2O.
Le scandium élémentaire est produit industriellement par réduction de l'oxyde de scandium. Cela se fait via la conversion en fluorure de scandium (en) ScF3 suivie de la réduction par le calcium métallique, selon un procédé semblable au procédé Kroll d'extraction du titane.
L'oxyde de scandium forme des sels appelés scandates avec les métaux alcalins, de manière semblable à l'oxyde de lutécium(III) Lu2O3 mais à l'opposé de l'oxyde d'yttrium(III) Y2O3 et de l'oxyde de lanthane La2O3. Avec l'hydroxyde de potassium KOH, il donne par exemple le scandate K3Sc(OH)6. Ceci rapproche l'oxyde de scandium de l'alumine Al2O3.